# Steve Kanitz
Steve Kanitz (* 26. Juni 1974) ist ein deutscher Kommunalpolitiker (SPD). Er ist seit 12. Juli 2022 Landrat des Altmarkkreises Salzwedel.

## Leben und Werdegang
Kanitz wurde am 26. Juni 1974 geboren. Er machte nach den Angaben auf seiner Internetseite 1993 Abitur am Gymnasium Beetzendorf und studierte danach bis 1996 an der Fachhochschule des Bundes für öffentliche Verwaltung. Das Studium schloss er als Dipl.-Verwaltungsfachwirt ab. Danach trat er in die damalige Bundesanstalt für Arbeit ein, die später in Bundesagentur für Arbeit umbenannt wurde. Für die Behörde war er als Arbeitsvermittler, Teamleiter, Geschäftsstellenleiter und Bereichsleiter tätig. Zudem war er an zentralen Projekten der BA beteiligt und mehrere Jahre zuerst hauptamtlich und dann nebenamtlich an der Führungsakademie der BA tätig und bildete im Rahmen des Programmes „In Führung gehen“ Führungskräfte auf der Teamleiter- und Bereichsleiterebene aus. Bis zu seiner Wahl leitete er den Bereich Markt & Integration des Jobcenters Stendal. Kanitz lebt in der Stadt Kalbe im Herzen der Altmark.
Kanitz wurde am 20. März 2022 in der Stichwahl zum Landrat des Altmarkkreises Salzwedel im Norden Sachsen-Anhalts gewählt und im Juli 2022 in das Amt eingeführt.